# Artiom Timofeïev (cyclisme)
Cet article concerne le coureur cycliste. Pour le joueur d'échecs russe, voir Artiom Timofeïev. Pour les autres significations, voir Timofeïev.
Artiom Timofeïev (en russe : Артём Тимофеев), né le 9 septembre 1986, est un coureur cycliste russe.

## Biographie
Membre de l'équipe indonésienne Polygon Sweet Nice de 2006 à 2010, il remporte sa première victoire lors de la première étape du Tour d'Indonésie en 2008.

## Palmarès
- 2008
  - 1re étape du Tour d'Indonésie

## Classements mondiaux
| Année         | 2007 | 2008 | 2009 |
| ------------- | ---- | ---- | ---- |
| UCI Asia Tour | 259e |      | 141e |